# Котайкская область
Кота́йкская о́бласть (арм. Կոտայքի մարզ) или сокращённо Кота́йк (арм. Կոտայքо файле [kɔˈtɑjkʰ]) — область в центральной части Армении. Административный центр — Раздан. Другие города — Егвард, Нор-Ачин, Абовян, Бюрегаван, Чаренцаван, Цахкадзор.
Котайкская область является единственным марзом Армении, не прилегающим к государственной границе.
Среди наиболее известных исторических памятников Котайкской области — храм Гарни и монастырь Гегард.

## Этимология
Название дано по находившемуся на этой территории древнему гавару (уезду) Айраратской провинции Великой Армении, территория которого охватывала и современный Ереван (ныне Ереван выделен в отдельную административную единицу).

## История
Современная Котайкская область была образована законом об административно-территориальном делении Республики Армения от 7 ноября 1995 года, в результате объединения Котайкского, Наирийского и Разданского районов.

## Население

### Национальный состав
| Национальность        | Перепись 2001 года | Доля населения адм.-терр. единицы | Перепись 2011 года | Доля населения адм.-терр. единицы |
| --------------------- | ------------------ | --------------------------------- | ------------------ | --------------------------------- |
| Всё население         | 272 469            | 100 %                             | 254 397            | 100 %                             |
| Армяне                | 266 023            | 97,63 %                           | 249 508            | 98,08 %                           |
| Езиды                 | 4 097              | 1,50 %                            | 3 211              | 1,26 %                            |
| Ассирийцы             | 950                | 0,35 %                            | 676                | 0,27 %                            |
| Русские               | 684                | 0,25 %                            | 590                | 0,23 %                            |
| Курды                 | 229                | 0,08 %                            | 94                 | 0,04 %                            |
| Украинцы              | 85                 | 0,03 %                            | 93                 | 0,04 %                            |
| Греки                 | 53                 | 0,02 %                            | 70                 | 0,03 %                            |
| Другие и не указавшие | 348                | 0,13 %                            | 155                | 0,06 %                            |

## Губернаторы
- Ованес Ованнисян (1996—1998) — «Рамкавар-Азатакан»
- Самвел Степанян (1998—2001) — беспартийный
- Каваленко Шахгалдян (2001—2014) — Республиканская партия Армении
- Арам Арутюнян (2014—2015) — Республиканская партия Армении
- Карапет Гулоян (2015—2018) — «Процветающая Армения»
- Романос Петросян (2018—2020) — «Гражданский договор»
- Месроп Месропян (26.11.2020 — 05.2021)[3]
- Аарон Саакян (с 27.05.2021)[4]

## Исторические достопримечательности

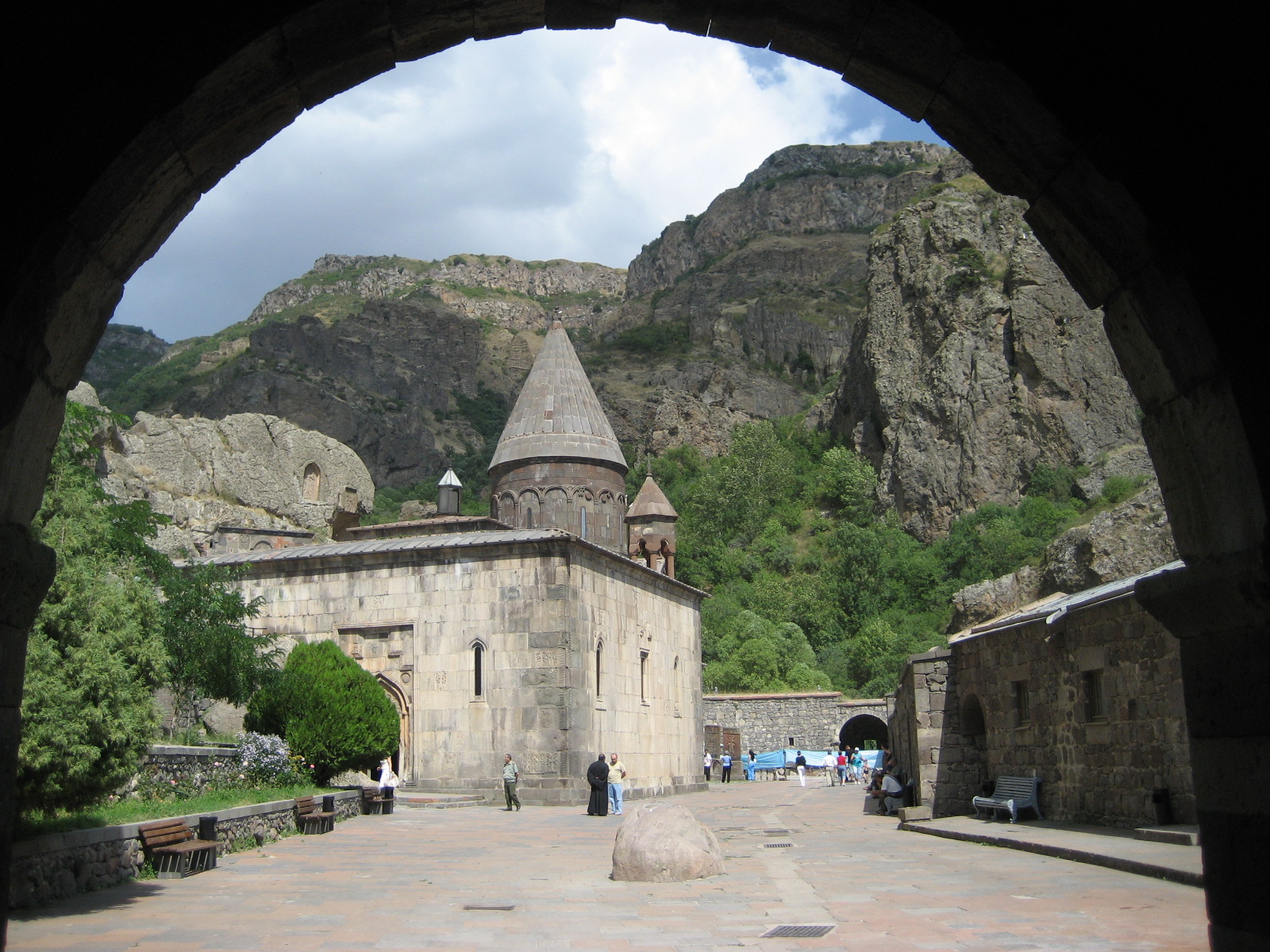
Монастырь Гегард, XIII век
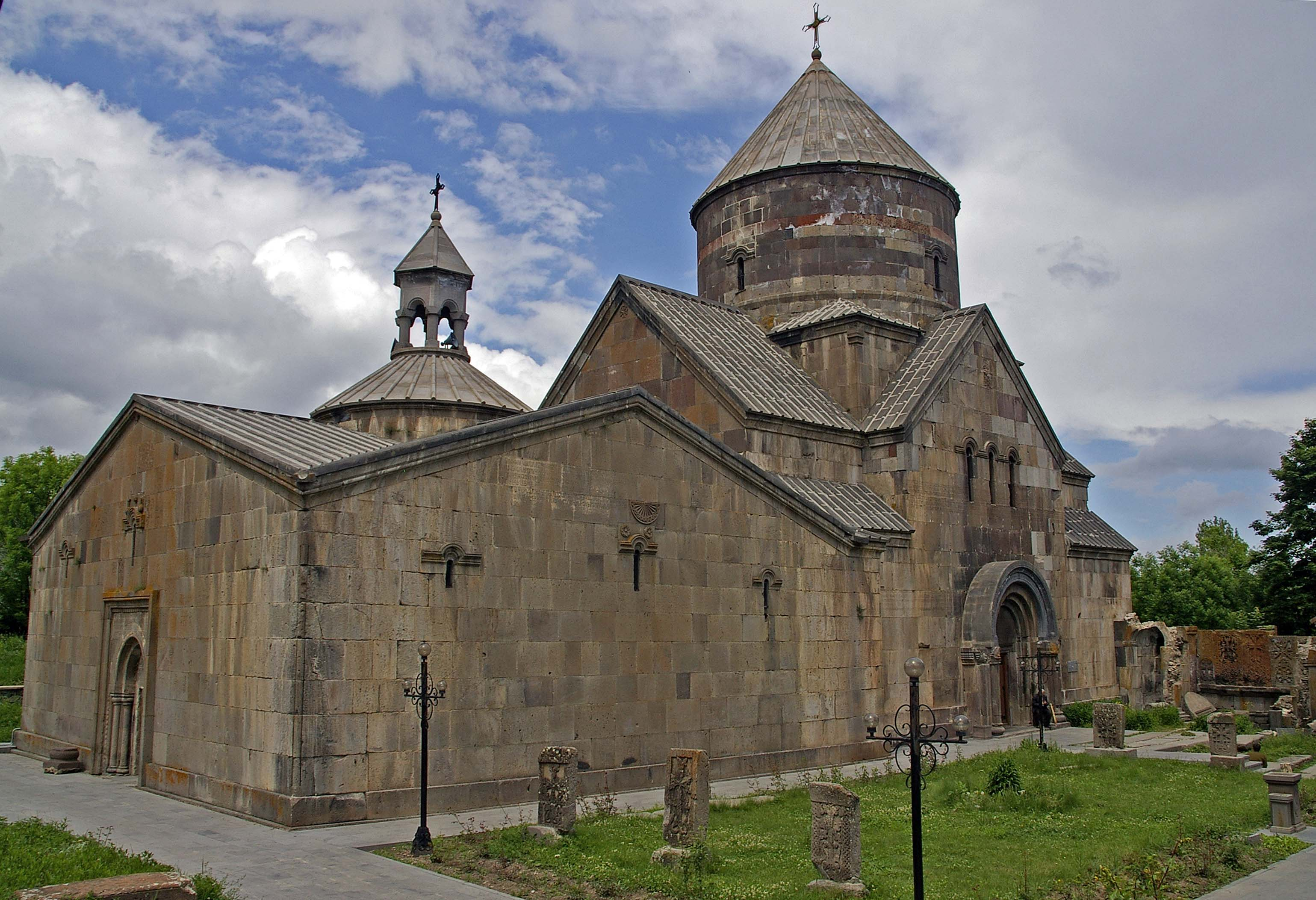
Монастырь Кечарис, XI—XIII века
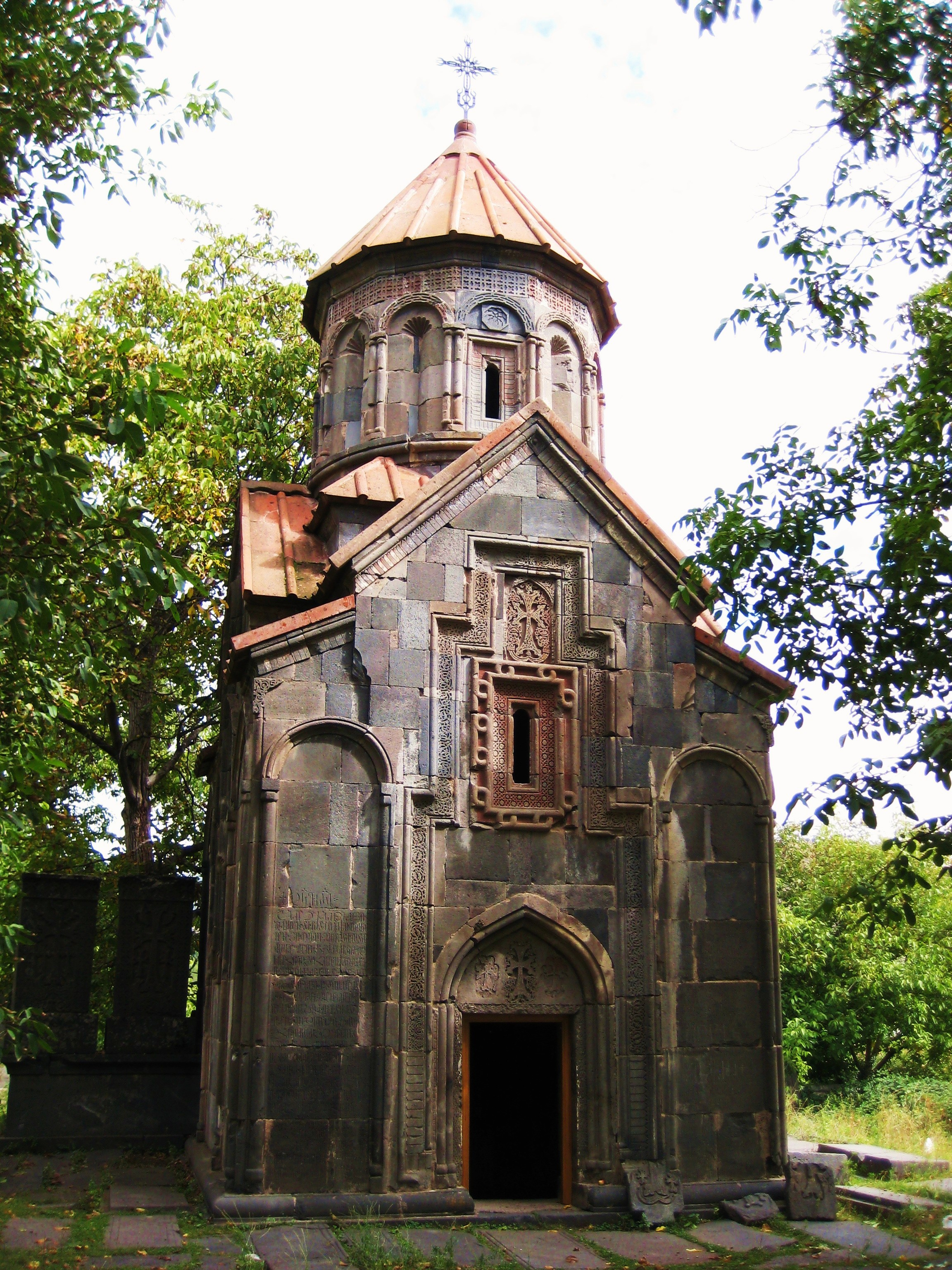
Маштоц Айрапет, XII век
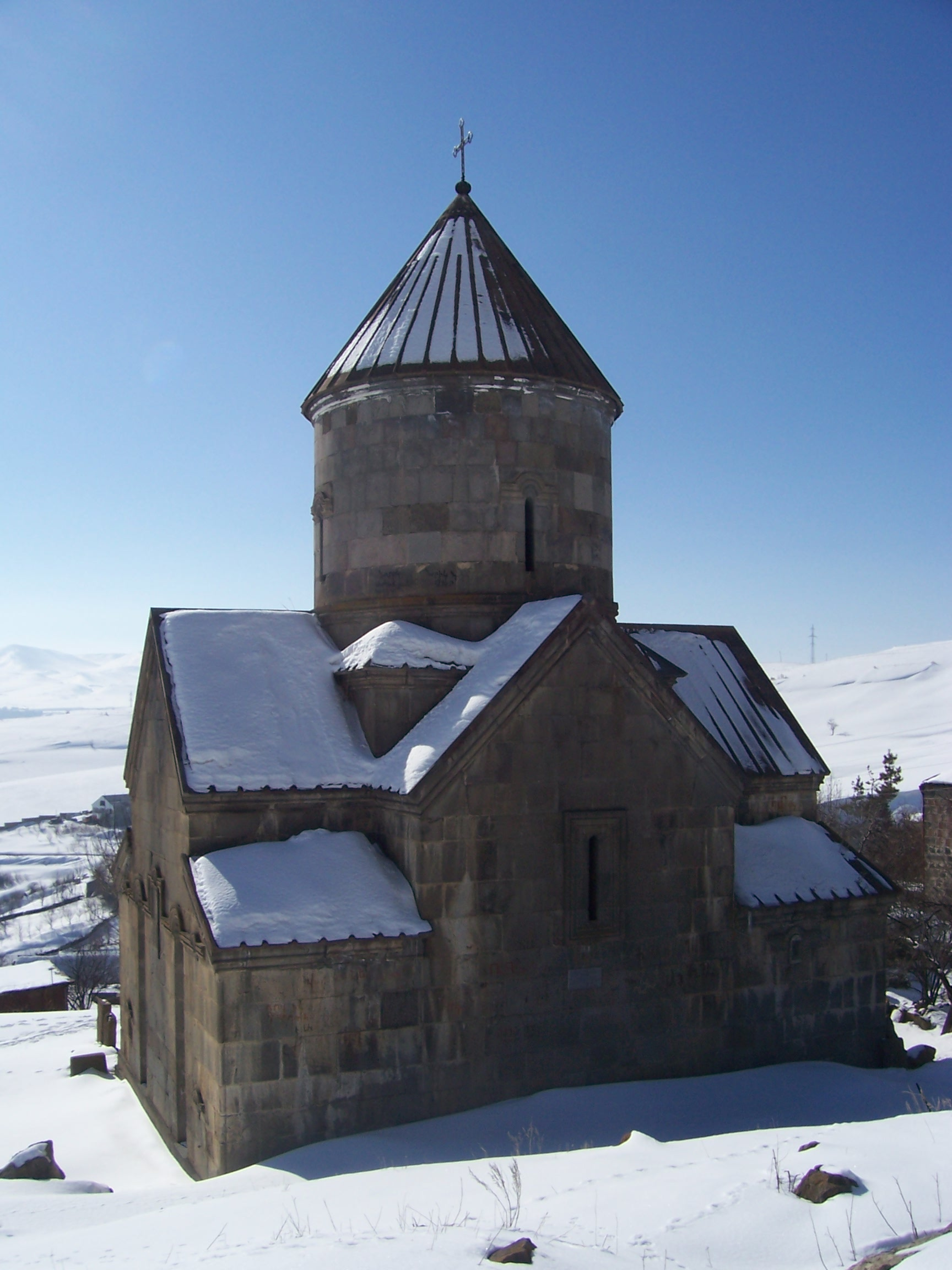
Макраванк, X—XIII века
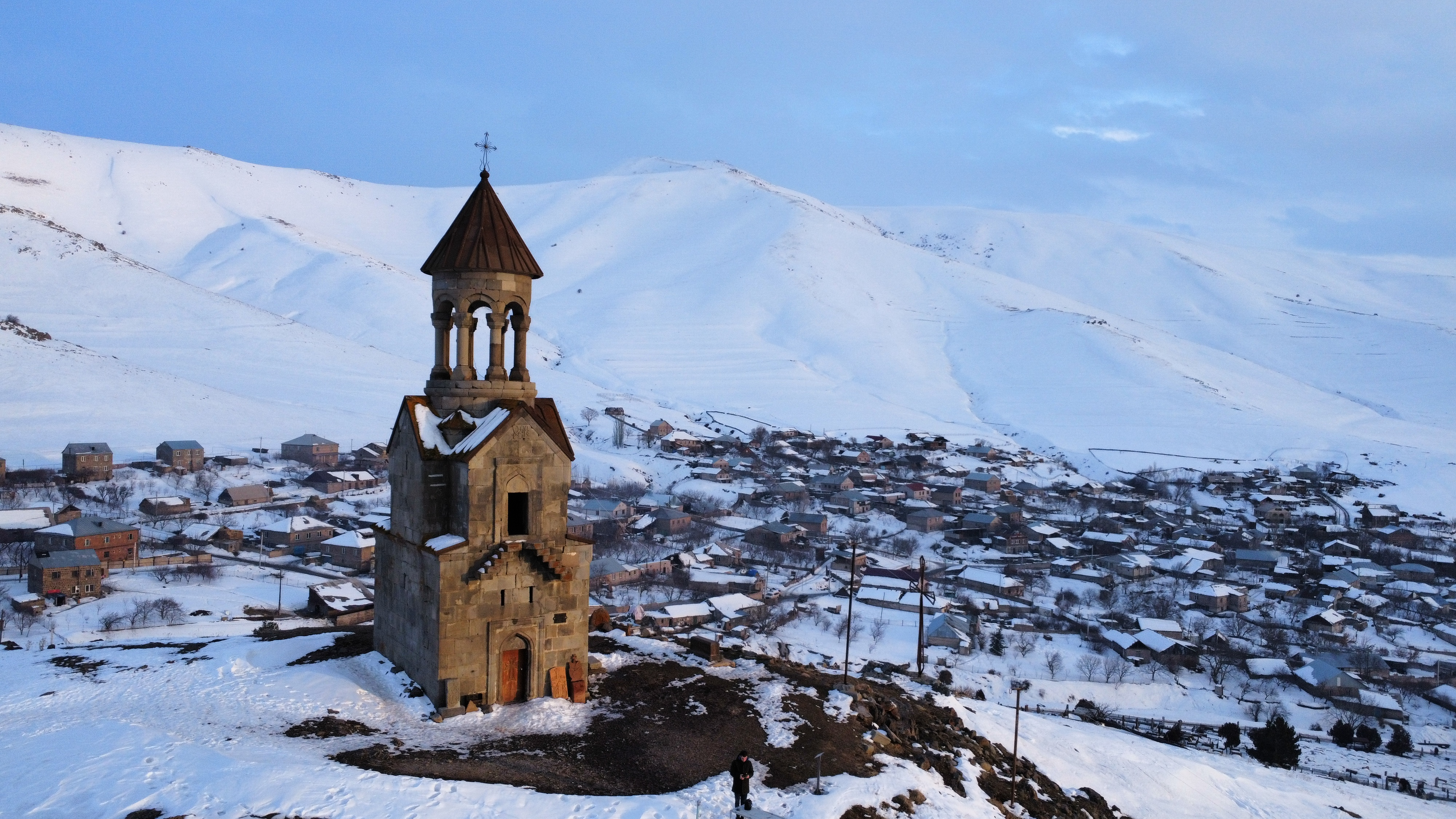
Церковь Святого Минуса, Капутан